# Neugartheim-Ittlenheim
Neugartheim-Ittlenheim je občina v departmaju Bas-Rhin francoske regije Alzacija.
Leta 2012 je v občini živelo 798 oseb oz. 197 oseb/km².